# Nemedina alamirabilis
Nemedina alamirabilis är en tvåvingeart som beskrevs av Chandler 1981. Nemedina alamirabilis ingår i släktet Nemedina och familjen dvärgdansflugor.
Artens utbredningsområde är Ungern. Inga underarter finns listade i Catalogue of Life.